# Golijska Moravica
Pour les articles homonymes, voir Moravica.
La Golijska Moravica ou, plus simplement, la Moravica (en serbe cyrillique Голијска Моравица ou Моравица) est une rivière de l'ouest de la Serbie.
La Goljiska Moravica appartient au bassin versant de la mer Noire ; son propre bassin couvre une superficie de 1 486 km2. Elle n'est pas navigable. Le potentiel hydroélectrique de la rivière n'est pas exploité.
La rivière au Moyen Âge est connue sous le nom de Morava serbe.

## Géographie
Avec une longueur de 98 km, la Golijska Moravica constitue le bras principal de la Zapadna Morava, rivière qu'elle forme en unissant ses eaux à celles de la Đetinja. La rivière donne son nom à la région qu'elle traverse et à l'actuel district de Moravica.

## Stari Vlah
La Golijska Moravica prend sa source sur les pentes occidentales du mont Golija. Elle oriente d'abord sa course vers le nord entre les monts Golija and Javor et traverse la région de Stari Vlah, région faiblement peuplée. Dans cette partie de son cours, elle traverse les villages de Sakovići, Gazdovići et Kumanica. À Međurečje, elle reçoit sur sa gauche les eaux de la Nošnica. Elle traverse enfin le village de Čitluk.

## La dépression d'Ivanjica
La Golijska Moravica pénètre ensuite dans la dépression d'Ivanjica, située entre les monts Čemerno, à l'est, et Mučanj, à l'ouest. Elle reçoit sur sa droite les eaux de la Lučka reka et, sur sa gauche, celles de la Grabovička reka. La rivière traverse la ville d'Ivanjica et les villages de Bedina Varoš et de Šume. Elle passe ensuite à Prilike et à Dubrava. Avant de sortir de la dépression, la Golijska Moravica passe au monastère de Sveti Arhanđeli et poursuit sa course en direction du nord.

## La dépression d'Arilje et la région de Tašti
La Golijska Moravica entre ensuite dans la dépression d'Arilje, située entre les monts Golubac (à l'est) et Blagaja (à l'ouest). À hauteur du village de Divijaka, elle reçoit sur sa droite les eaux de la Trešnjevica et, toujours sur sa droite, celles de son principal affluent, le Rzav de Golija, près de la ville d'Arilje.
Dans la section finale de son cours, la Golijska Moravica atteint la région de Tašti, située entre les monts Blagaja, Krstac et Crnokosa, à l'est de la ville de Požega. Près du village de Pilatovići, la Golijska Morava rencontre la Đetinja et forme avec elle la Zapadna Morava, le bras principal de la Velika Morava.